# Тризубець
Тризу́бець — стародавнє знаряддя на зразок вил з трьома зубцями. Початково — один з видів остенів, який використовувався для риболовлі.
Як суто «морське» знаряддя і подоба списа тризубець вважався символом бога морів Посейдона (в римській традиції Нептуна). В Індії тризубець вважається одним з символів Шиви. Тризубець є досить поширеним знаком в європейській геральдиці — він є в гербах багатьох міст.

## Тризубець як зброя

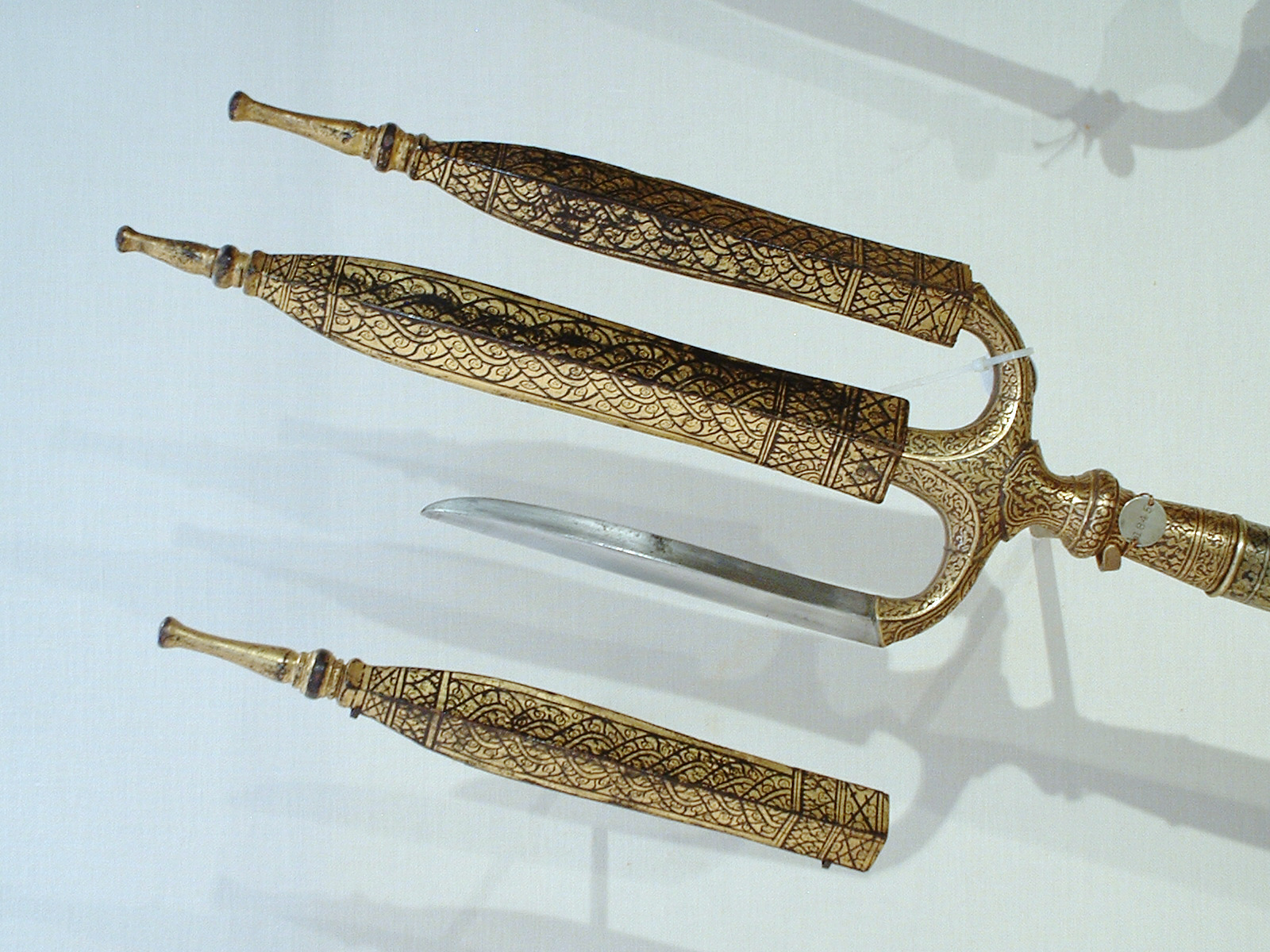
Бірманський тризубець. XVIII ст.

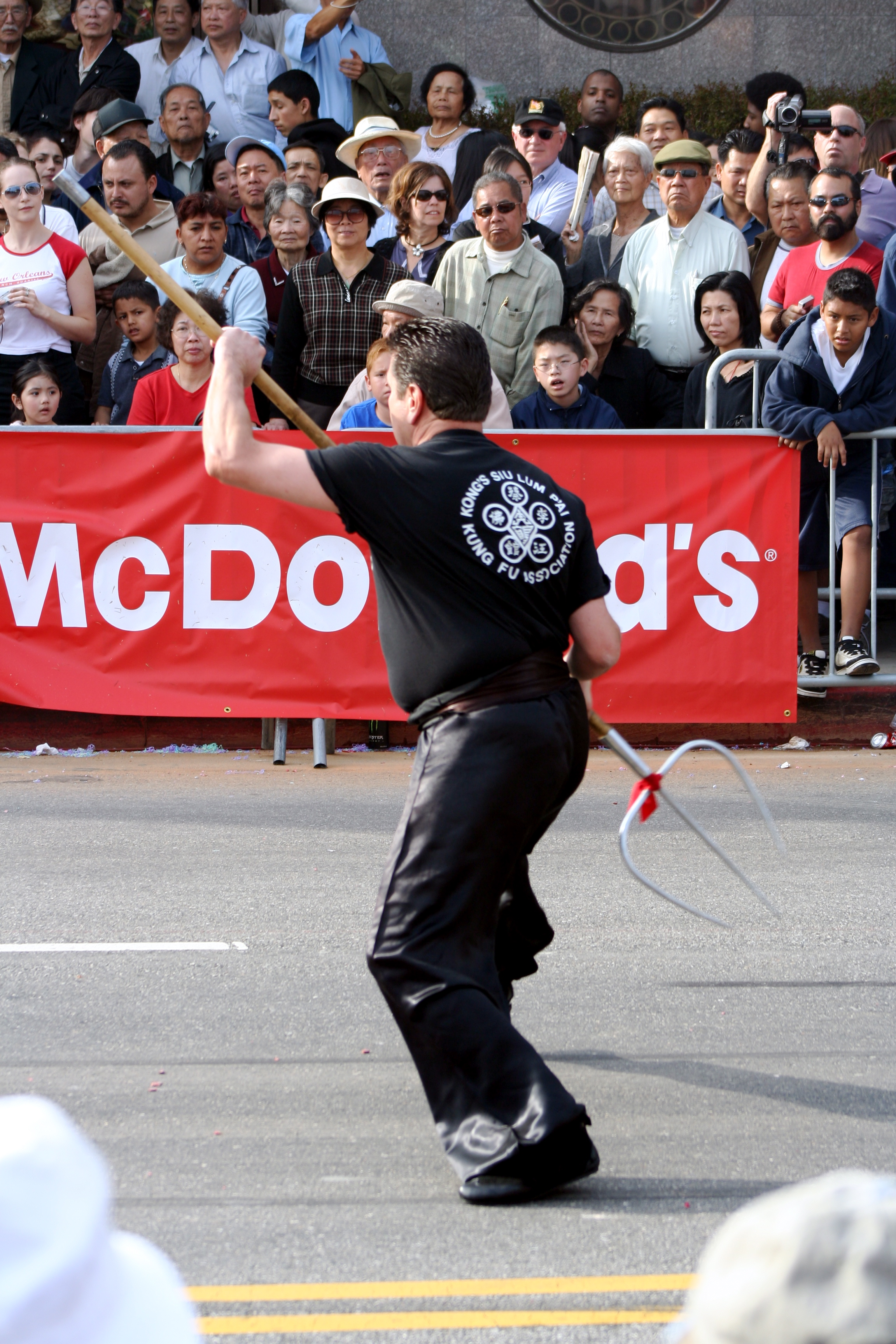
Бойовий тризубець в руках майстра кунг-фу

У давнину в різних країнах використовувалася зброя, яку українською називають (чи перекладають) словом «тризубець». Бойові тризубці використовувалися в Індії та Китаї, а зрідка і в Європі. Так, у Стародавньому Римі тризубець був зброєю гладіаторів-ретіаріїв. За часів Середньовіччя у Європі тризубці, які використовувались у бойових діях, відомі як «рунки» — вони відрізнялись коротшими боковими наконечниками.
Тризубці, що застосовували як риболовне знаряддя, зазвичай мали зазубрені вістря для того, щоб риба не зіскочила з нього, але для зброї подібний ефект був непотрібний, тому бойові тризубці зазублин за зубцях зазвичай не мали. Як і під час риболовлі головною перевагою тризубця було легкість влучання — слід було лише вдарити в супротивника, і якщо той не захиститься, то хоча б одне вістря в нього попаде. Завдяки кільком вістрям тризубець було важче відбити в сторону чи ухилитися від нього, а отже до вояка з тризубцем було важче прорватися у ближній бій.
Далеко не завжди вони мали звичну нам форму вил. Дуже часто бічні зубці помітно відрізнялися від центрального довжиною, не були йому паралельні і т. ін. Також саме тризубецем називають дуже своєрідну далекосхідну зброю в якої усі три зубці — це плоскі вістря леза, що переходять одне в одне. Причому це не одне з численних знарядь рафінованих бойових мистецтв, а бойова масова зброя. Подібні тризубці широко використовувалися наприклад корейцями під час Імджинської війни.

## Тризубець у символіці

### Трипілля та давні індоєвропейці
Тризубці як символи добре відомі у давніх індоєвропейців — вони означали блискавку у богів грому (таких як хаттський Тару, субарійський Тешуб), у індуїстського бога-руйнівника Шиви. По аналогії з вказаними богами, існує гіпотеза, що в Київській Русі Тризуб був знаком блискавки слов'янського бога грому Перуна.

Найдавнішим «тризубцем богів, який можна пов'язати з Україною» є тризубець накреслений на животі глиняної статуетки богині «Lady Bird»= «Пані птиця; Птах Богоматері», цей тризубець за формою тотожний тризубцям на плитках церкви Успіння Пресвятої Богородиці в місті Володимирі (церква збудована в 1160 році), а тризубці з цієї церкви, безумовно, є генетично пов'язаними з гербом Тризубом. Згадана статуетка «Lady Bird» походить з археологічної культури Вінча, а культура Вінча споріднена культурі Трипілля — обидві ці культури входять в археологічну культуру «Стара Європа» (VI—IV тис. до н. е.). Населення Трипілля виготовляло глиняні статуетки богинь, які були подібними до статуетки «Lady Bird», але тризубців на них не виявлено.

Типовий римський легіонерський щит I—II століття

Римський поет Валерій Флакк в книзі «Аргонавтики вісім книг» (I ст.) писав, що скіфи (на теренах сучасної України) зображували на щитах «розділений на три часті вогонь», тобто вогненний тризубець; і, мовляв, саме від скіфів римляни перейняли цей звичай — почали малювати на своїх щитах «тризубець, який складається з трьох блискавок з червоними крилами»:9.
У подальші епохи на теренах України постійно зустрічався знак тризубець:
В Луговій Могилі біля Олександрівська (сучасне місто Запоріжжя) на Запорожжі знайдено бронзовий тризуб[уточнити] походження ще з ІІІ−IV століть н. е. Є тризуб і на намогильній плиті французької королеви Анни Ярославни (1032−1075).

### У Шумері
Подвійний тризуб був символом Мардука — верховного божества шумеро-аккадської міфології. Користуючись «подвійним тризубом» (в індійській традиції він має назву «ваджра»), Мардук вразив бога бурі та блискавки Анзу.

### Тризубець Посейдона
Наразі тризубець Нептуна використовується в символіці Барбадосу та ряду міст світу. Тризубець Барбадосу взято із прапора колоніального періоду, на якому було зображено алегоричну фігуру Британії, що тримає тризубець, — символ її панування над морями. На сучасному прапорі тризубець без ратища, що вказує на розрив із колоніальним минулим. Одночасно він символізує бога морів Нептуна і відображає велику важливість моря для Барбадосу.

### В індійській символіці
В Індії, у штаті Джамму та Кашмір, височить священна гора з трьома вершинами, яку індійці називають «Трикута». У надрах гори заховане святилище богині Деві — Великої Матері. Під охороною жерців за трьома магічними каменями знаходиться її величезна бронзова фігура з тризубцем у правій руці.
Тришула — тризубець Шиви, одного з богів індійської Тримурті. Складається з довгого дерев'яного руків'я, який закінчується трьома гострими металевими наконечниками.
Тризубець означає вчення, три стадії еволюції світу (створення, розвиток і руйнування), три часи (минуле, сьогодення і майбутнє), три гуни: Саттва, Раджас і Тамас.

## Галерея

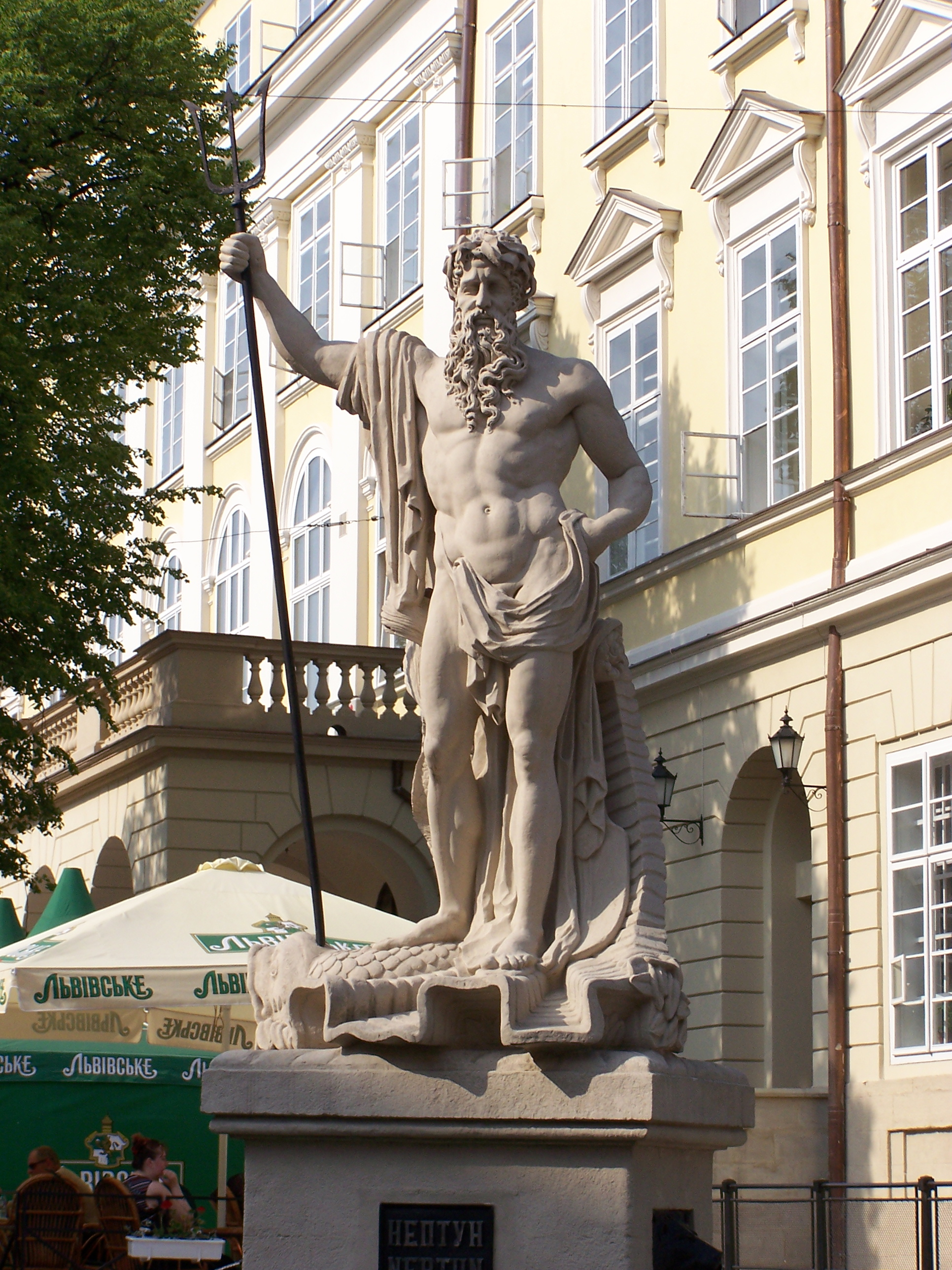
Статуя Нептуна біля львівської Ратуші
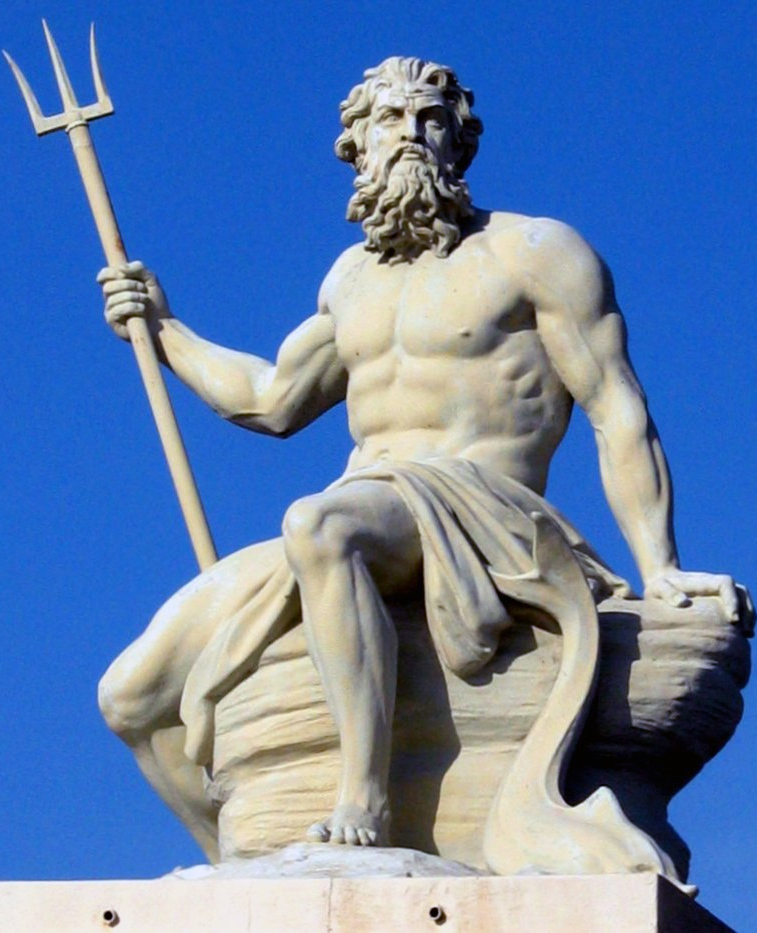
Скульптура Посейдона в Копенгагені
Прапор Барбадосу
Тришула
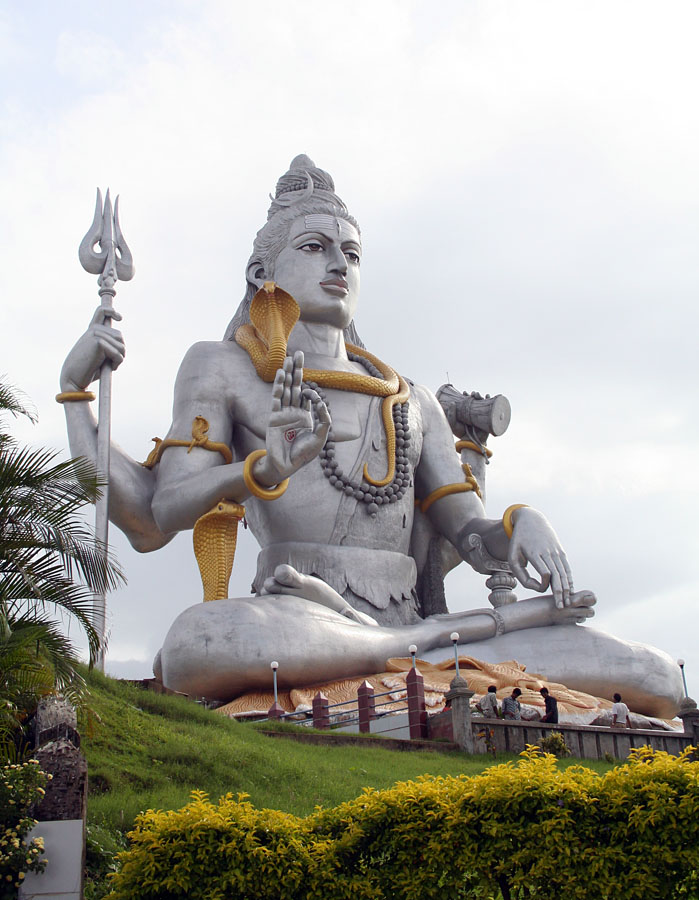
Велична статуя Шиви в Мурдешварі